# Equipo de Bobsleigh de Jamaica

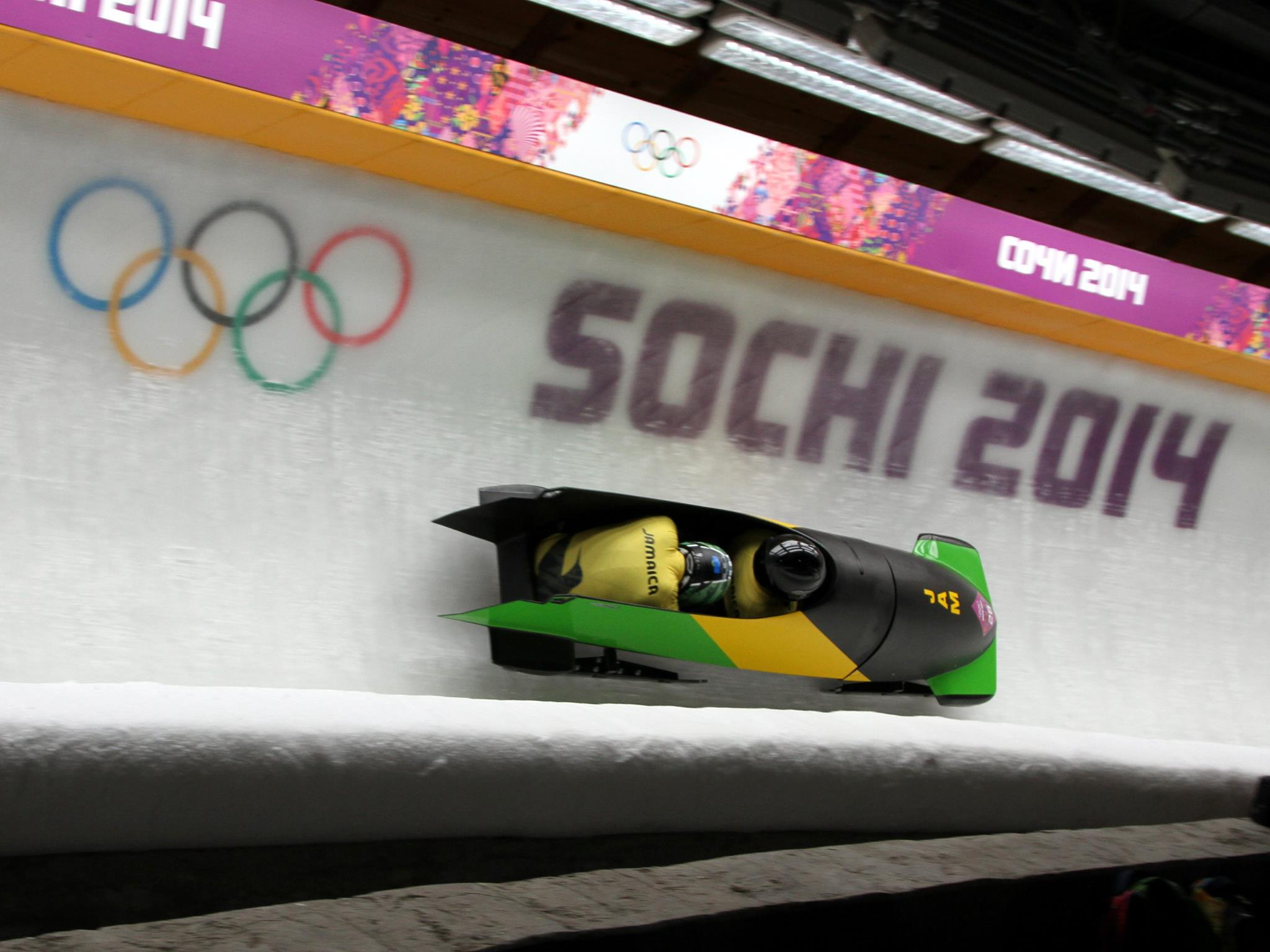
Bobsleigh de dos personas de Jamaica en los Juegos Olímpicos de Sochi 2014

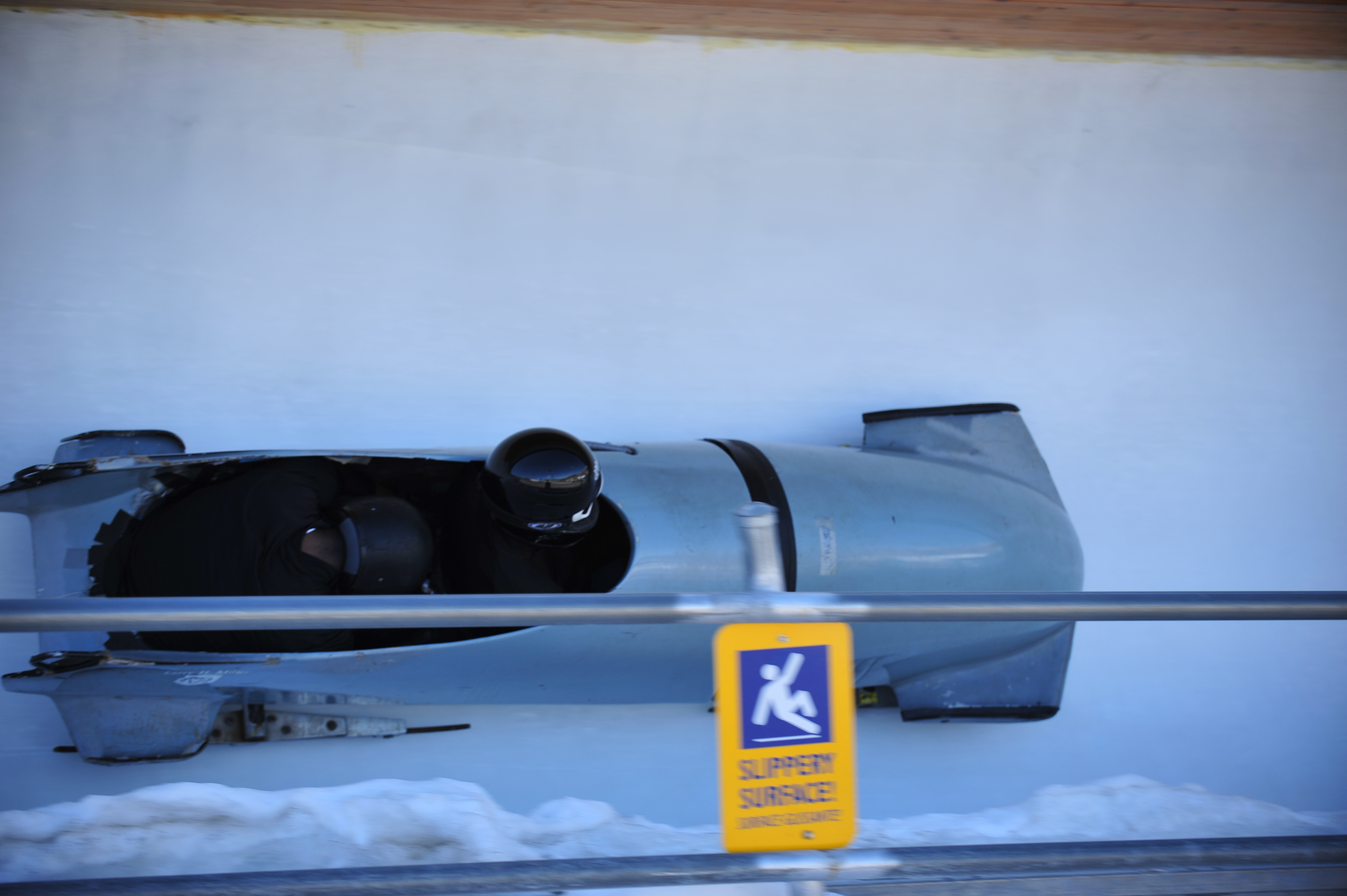
Bobsleigh jamaicano en 2009

El equipo de bobsleigh de Jamaica es el equipo representativo nacional de ese país. Ha participado desde los Juegos Olímpicos de Invierno en Calgary en 1988. Este equipo se convirtió en una de las mayores atracciones de esos Juegos tanto para los espectadores como para los medios de comunicación por tratarse de la primera participación de un país tropical en unos Juegos de Invierno.
La participación del equipo jamaicano de bobsleigh –inédito hasta entonces– en los Juegos Olímpicos de Calgary centró la atención de todo el mundo como un ejemplo de superación y afán deportivo. Desde esa fecha, aún sin conseguir ningún título oficial en 2010, el atípico equipo de dicha disciplina se ha hecho un hueco en la misma consiguiendo superarse año tras año con resultados cada vez más aceptables.

## Antecedecentes e historia
George B. Fitch y William Maloney, dos empresarios estadounidenses con intereses en Jamaica, paseaban por la isla cuando presenciaron el Pushcart Derby, una competición popular consistente en realizar carreras con carretas de mercadillo a través de calles con pendiente, alcanzando velocidades de hasta 95 km/h. Fitch y Maloney se dieron cuenta de lo parecido, en esencia, que era este juego popular al bobsleigh y decidieron poner en marcha un equipo. 
Recordando un concepto básico de este deporte, que es el empuje inicial que necesita el trineo en el arranque, Fitch y Maloney fueron en busca de atletas profesionales jamaicanos, principalmente por la larga tradición atlética que ha tenido Jamaica en pruebas de velocidad, lo cual es un enorme factor favorable en las competiciones de bobsleigh. Sin embargo, la actividad no cautivó el interés de los corredores, quienes consideraban la idea como una verdadera locura.
Ante la negativa de los atletas, los norteamericanos decidieron acudir a otro sitio para encontrar gente bien preparada físicamente: el Ejército de Jamaica.
Allí se encontraron con el coronel Ken Barnes, quien aceptó la idea y ayudó a crear el primer equipo nacional bobsleigh de Jamaica.
El teniente Devon Harris, el capitán Dudley Stokes, el soldado Michael White y el ingeniero Samuel Clayton fueron los integrantes del flamante equipo, entrenados por Howard Siler, un veterano bobsledder que había competido representando a los Estados Unidos a nivel internacional.
A pesar del escaso apoyo, oposiciones y pocos entrenamientos entre muchas otras cosas, el cuarteto se mantuvo firme en su decisión de intentar llegar a la Olimpiada y participaron en las competencias clasificatorias logrando calificar a los Juegos Olímpicos de Invierno de 1988 en Calgary, Canadá, a donde llegaron sorprendiendo y como favoritos del público, ya que representaban a un país de clima tropical, como Jamaica, en una competición invernal.

## Participación en los Juegos Olímpicos
Jamaica debutó en Calgary 1988 con esta formación:
| Miembros       | Oficio                                                    |
| Devon Harris   | Un teniente en el Segundo Batallón, Regimiento de Jamaica |
| Dudley Stokes  | Un capitán de la Air Wing JDF                             |
| Michael White  | Soldado del ejército                                      |
| Samuel Clayton | Un ingeniero de ferrocarriles                             |

| Entrenador   | Oficio                                            |
| Howard Siler | Bobsledder retirado, medallista de bronce en 1969 |

Al participar en Calgary, fueron una de las mayores sorpresas de estos Juegos, junto al esquiador inglés Eddie Edwards, ya que ambos no tenían adaptación ni práctica en la nieve.
En plena competición, el equipo jamaicano de bobsleigh tuvo un accidente al volcarse su trineo. Sin embargo, el público se unió en su apoyo ensombreciendo a las grandes figuras y llegaron a la meta con el trineo.
Al terminar los Juegos, cuando regresaron a su país fueron recibidos como héroes.
Cuatro años después, en los Juegos Olímpicos de invierno de 1992, volvieron a participar, después de haber obteniendo el último puesto en Calgary, obteniendo esta vez el puesto 24.
Después, en Lillehammer 1994, consiguen su mejor posición en una competencia olímpica: el puesto 14, terminando por encima de naciones competitivas en la especialidad como Estados Unidos, Rusia, Australia, Francia e Italia, en Nagano 1998, compitieron por primera vez en las categorías de 4 y 2 competidores, y en Salt Lake City 2002, en la especialidad de 2 participantes.
A pesar de los resultados obtenidos, el equipo no pudo clasificarse para los Juegos de Torino 2006 ni para los de Vancouver 2010, volviendo a aparecer en los Juegos de Sochi 2014 en la categoría de 2 competidores, después en la Olimpiada de Pyeongchang 2018 en la que por primera vez tuvieron participación femenil de 2 participantes y finalmente en Beijing 2022 donde tuvieron representación varonil y femenil en todas las categorías.

## Medalla de Oro en Mónaco
En el Campeonato Mundial de Empuje en Mónaco del 2000 lograron alzarse con la medalla de oro, única conseguida hasta ahora por el equipo. Cabe destacar que Jamaica tiene una de las salidas en bobsleigh más rápidas actualmente.

## Equipo actual
El Equipo actual está formado por:
| Miembros                   |
| Seldwyn Morgan             |
| Joel Alexander             |
| Daniel Mayhew              |
| Zebiesha Johnson           |
| Lisa Frazer                |
| Tyrone Mullings            |
| Murray Myers               |
| Surf Fenlator-Victorian    |
| Jazmine Fenlator-Victorian |
| Anthony Watson             |